# Rotbrillentaube
Die Rotbrillentaube (Geophaps smithii), auch Schuppenbrusttaube, Nacktaugen-Erdtaube oder Smith-Erdtaube genannt, ist eine Art der Taubenvögel. Die Art kommt in zwei Unterarten ausschließlich in Australien vor. Von der IUCN wird die Art als potenziell gefährdet (near threatened) eingestuft. Ursache dieser Einstufung ist die verhältnismäßig geringe Bestandsgröße und die Annahme, dass der Bestand dieser Art kontinuierlich abnimmt.

## Erscheinungsbild

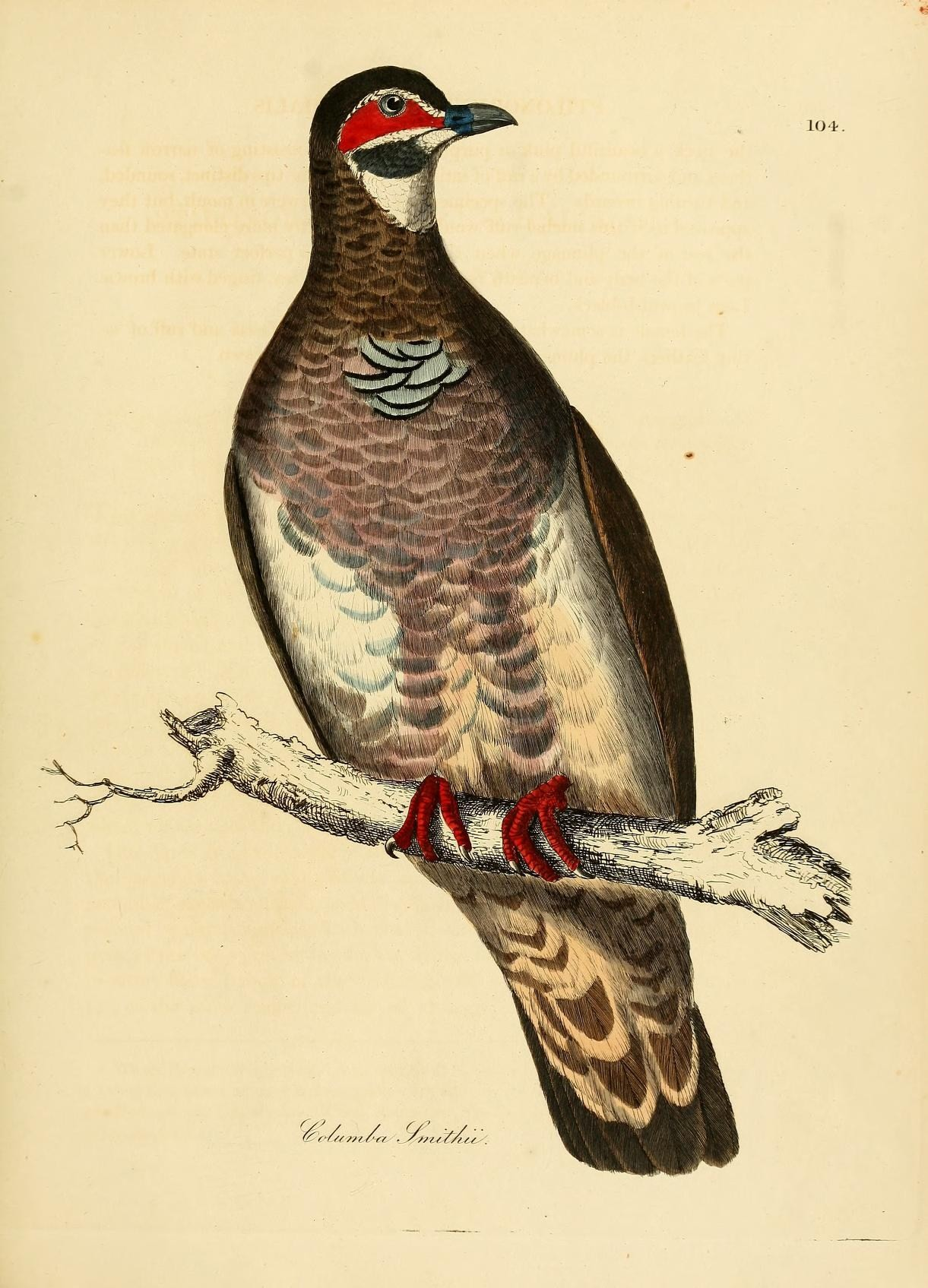
Rotbrillentaube, Illustration

Die Rotbrillentaube erreicht eine Körperlänge von 28 Zentimetern. Sie ist damit etwa so groß wie eine Stadttaube. Sie weist große Ähnlichkeit mit der Buchstabentaube auf, die gleichfalls zur Gattung Geophaps gerechnet wird.
Das Gefieder der Rotbrillentaube ist überwiegend mattbraun. Am Kopf finden sich deutliche weiße Flecken. Um das Auge verläuft ein großer, unbefiederter Augenring von roter Farbe. Er ist schmal gesäumt und hat zu der Bezeichnung Rotbrillentaube geführt. Auf der Brustmitte hat die Rotbrillentaube einen hellen, blaugrauen Fleck, der auf Grund der Federsäumung schwarz geschuppt erscheint. Die untere Brust ist mattbraun und weinrosa überhaucht. Die Flanken sind weiß. Die Iris ist hell. Die Füße und Beine sind rot.

## Verbreitungsgebiet
Die Rotbrillentaube kommt ausschließlich im Norden und Westen Australiens vor. Sie bewohnt offenes Grasland, das mit Bäumen durchsetzt ist. Der Bestand wird von der IUCN auf 20.000 Vögel geschätzt. Das Verbreitungsgebiet umfasst knapp 40.000 Quadratkilometer. 
Das ursprüngliche Verbreitungsgebiet hat sich innerhalb des letzten Jahrhunderts verkleinert. Sowohl im Westen, Osten und im Süden des ursprünglichen Areals sind die Rotbrillentauben mittlerweile verschwunden. Sie besiedelt heute nur noch etwa die Hälfte ihres ursprünglichen Verbreitungsgebietes.

## Verhalten
Die Rotbrillentaube besiedelt Grasland, das mit Bäumen durchsetzt ist. Sie ist eine Art, die stark an das Leben auf dem Boden angepasst ist. Tagsüber hält sie sich in kleinen Gruppen auf dem Boden auf. Anders als die nah verwandte Spinifextaube baumt sie jedoch auf, wenn sie sich bedroht fühlt. Ihre Nahrung besteht überwiegend aus Gras- und Akaziensamen. Die Brutzeit fällt in die trockene Jahreszeit. Die meisten Gelege werden zwischen März und Oktober gelegt. Das Nest befindet sich am Boden und ist eine flache, mit wenigen Halmen und Blättern ausgelegte Mulde. Das Gelege besteht aus zwei Eiern. 
Die Rotbrillentaube profitiert nach Ansicht der IUCN möglicherweise von der Ausbreitung der in Australien eingeführten Agakröte: Warane sind wesentliche Fressfeinde der Rotbrillentaube. Ihre Zahl geht jedoch zurück, weil sie sich durch das Fressen von Agakröten vergiften.

## Belege